# Phế phi Doãn thị
Phế phi Doãn thị (chữ Hán: 廢妃尹氏, Hangul: 폐비윤씨; 15 tháng 7, 1455 - 16 tháng 8, 1482), đôi khi còn gọi là Tề Hiến Vương hậu (齊獻王后), là vị Vương hậu tại vị thứ hai của Triều Tiên Thành Tông Lý Huyện, thân mẫu của Yên Sơn Quân Lý Long.
Tuy nhiên về sau bà bị phế truất và lưu đày nên còn được gọi là Phế phi (廢妃). Bà là vị Vương phi đầu tiên của nhà Triều Tiên bị phế truất, cũng không được phục vị. Cái chết của bà có ảnh hưởng rất lớn đến việc Yên Sơn Quân trở thành bạo chúa.

## Tiểu sử
Phế phi Doãn thị là người quận Hàm An, thuộc gia tộc Hàm An Doãn thị (咸安尹氏), hậu duệ đời thứ 11 của tướng quân Doãn Quán (尹瓘). Tuy nhiên, nhánh tổ tiên tới đời của bà thì gia cảnh sa sút bần cùng. Ngoài ra hậu duệ của tướng quân Doãn Quán còn có nhiều vị vương phi khác như Trinh Hi Vương hậu của Thế Tổ đại vương là cháu đời thứ 10, là cô họ xa của bà; Trinh Hiển vương hậu-kế thất của Thành Tông sau khi bà bị phế bỏ là cháu đời thứ 12, là cháu họ xa của bà; ngoài ra còn có Chương Kính vương hậu (Cháu đời thứ 13) và Văn Định vương hậu (cháu đời thứ 14) của Trung Tông cũng là hậu duệ của Doãn Quán. Cha bà là Doãn Khởi Quyến (尹起畎), còn mẹ là Cao Linh Thân thị (高靈申氏). Sau khi cha qua đời, mẹ bà đưa bà tiến cung, tham gia đợt Hậu cung giản trạch (後宮揀擇).
Năm 1473, bà được phong tước Thục nghi (淑儀), đứng hàng tòng nhị phẩm trong Nội mệnh phụ. Tương truyền, bà là người có nhan sắc diễm lệ nên rất được Thành Tông sủng ái. Năm 1474, Cung Huệ vương hậu Hàn thị qua đời, ngôi Chính Vương phi bỏ trống, Thành Tông sủng ái Doãn thục nghi nên đợi sau khi quốc tang sẽ dự định sắc lập bà lên ngôi trung điện.
Năm 1476, ngày 9 tháng 8, Doãn Thục nghi được tấn phong Vương phi. Tháng 11 năm đó, bà hạ sanh Vương tử Lý Long (李㦕), về sau chính là Yên Sơn Quân. Ngay vừa khi sinh, Lý Long đã được chọn làm Nguyên tử (元子), dự định kế vị chức Vương thế tử.
Vương phi Doãn thị được lập làm Chánh thất nhờ vẻ đẹp của mình, tuy nhiên bà lại được lịch sử ghi chép là có tính hay ghen với các người thiếp khác của Thành Tông. Tương truyền bà thường hay mang theo người tì sương, một chất kịch độc nhằm sát hại các cung tần, cung nhân của Thành Tông. Bên cạnh đó, bà còn xung khắc với Nhân Túy Đại phi Hàn thị, mẹ đẻ của nhà vua. Do nhà vua chịu ảnh hưởng rất lớn từ phía mẹ đẻ nên bà ngày càng bị ghẻ lạnh. Một vài tài liệu tham khảo, không thể kiểm chứng, còn cho rằng bà đã đầu độc một hậu cung vào năm 1477 làm vị hậu cung này mất đi long thai và dùng bùa ếm cả Vương Đại phi Nhân Túy.
Tháng 3, năm 1477, với lý do tàng trữ độc dược và tà thư trong buồng ngủ nên bà bị Thành Tông giáng từ Chính thất tôn quý xuống làm nhất phẩm Tần (嬪) vị. Mặc cho các đại thần như Lư Tư Thận (盧思慎), Nhậm Sĩ Hồng (任士洪), Thẩm Quái (沈澮), Lý Thừa Triệu (李承召)... v.v. ra sức can ngăn, vì có ảnh hưởng đến vị thế của Nguyên tử Lý Long. Cuối cùng, nhà vua mới thu hồi mệnh lệnh này.

## Phế truất và qua đời
Ngày 1 tháng 6, năm 1479, nhân ngày sinh nhật của Vương phi Doãn thị, nhà vua ghé lại nơi bà ở. Khi cơn ghen tuông lên tới cực điểm, Doãn thị đã vô tình làm Thành Tông bị thương và để lại một vết sẹo trên má ông, mặc dù ông rất cố gắng che giấu, nhưng Đại phi vẫn phát hiện ra và ra lệnh điều tra. Ngày hôm sau, bà bị phế truất làm thứ nhân (dân thường) và bị đuổi khỏi vương cung. Tình hình còn trở nên tồi tệ hơn khi ngày 12 tháng 6 năm đó, người con trai bé do bà sinh hạ cũng chết. Tháng 11 năm sau, Thành Tông lập người cùng nhập cung một ngày với bà là Thục nghi Doãn thị (tức Trinh Hiển Vương hậu) làm Vương phi. Như thế hy vọng khôi phục Vương vị của bà đã tan biến.
Mặc dù bà đã bị phế làm thứ nhân, nhưng Thành Tông vẫn lo sợ sau khi mình chết thì bà với tư cách là mẹ đẻ của vị vua mới sẽ gây ra nhiều điều nguy hại cho xã tắc. Ngày 16 tháng 8, năm 1482, nhà vua quyết định sai Tả thừa chỉ Lý Thế Tá (李世佐) tới nhà riêng của bà để ban chết cho bà bằng thuốc độc. Tuy vậy vào năm 1489, Thành Tông vẫn ban chiếu chỉ cho bà được hưởng các nghi lễ cúng tế dành cho phi tần. Năm sau, con trai bà Lý Long được phong làm Thế tử.
Năm 1494, Thế tử Lý Long kế vị sau khi Thành Tông qua đời, tức Yên Sơn Quân. Nhà vua kế vị mà không biết bất cứ một chuyện gì về cái chết của mẹ mình. Sau này, một số đại thần thất sủng đã cho ông biết sự thật. Vì căm hận những người gây nên cái chết của bà, Yên Sơn Quân trực tiếp ra lệnh thực hiện hai cuộc thanh trừng nho sĩ lớn nhất Mậu Ngọ sĩ họa (Muo Sahwa, 무오사화) và Giáp Tý sĩ họa (Kapcha Sahwa, 갑자사화), để trả thù cho mẹ mình. Ông ra lệnh sát hại hai vị hậu cung của tiên vương là Nghiêm quý nhân và Trịnh quý nhân, vì cho rằng 2 người là một trong những chủ mưu sát hại mẹ của mình, thậm chí ông còn cố ý xông vào nội điện của Nhân Túy đại vương đại phi, buông lời hỗn xược và bắt đi một số cung nhân hầu hạ bên cạnh Đại vương đại phi vì cho rằng họ đã giúp bà trong việc phế truất mẹ ông, khiến Đại vương đại phi tức giận và trở bệnh, qua đời vào năm 1504. Đức vua còn có ý giết hại đích mẫu Trinh Hiển vương hậu, nhưng do Vương phi Thận thị, chính thất của ông, kịp thời ngăn cản. Việc ông trở thành một bạo chúa và cái chết của Phế chúa Yên Sơn phần lớn từ nguyên nhân cái chết của bà.
Năm 1504, Yên Sơn Quân truy phong Doãn thị là Tề Hiến vương hậu (齊獻王后). Năm 1506, đời vua Trung Tông, tước hiệu của bà bị phế bỏ. Mộ phần của bà hiện nay là Tây Tam lăng (西三陵), ở Goyang, tỉnh Gyeonggi.

## Hậu duệ
- Vương tử:

1. Vương trưởng tử (？－1479).
2. Yên Sơn Quân Lý Long (李㦕).

## Phim ảnh
- Jang Seo Hee (장서희, Trương Thụy Hi) đóng trong phim "Hàn minh quái" (한명회, Han Myung Hoe), sản xuất năm 1994, trình chiếu trên KBS2.
- Kim Seong-ryeong (김성령, Kim Thành Linh) đóng trong phim "Vương dữ phi" (왕과비, Wang Gwa Bi), sản xuất 1998, trình chiếu trên KBS1.
- Park Bo-young (박보영, Phác Bảo Anh, vai thời niên thiếu) và Goo Hye-sun (구혜선, Cụ Huệ Thiện) trong phim Đức vua và tôi (왕과나, Wang Gwa Na), sản xuất năm 2007, trình chiếu trên SBS, tên trong phim của nhân vật là Yoon So-hwa (윤소화, Doãn Tố Hoa).
- Jin Ji-hee (진지희, Trần Trí Hi, vai thời niên thiếu) và Jeon Hye-bin (전혜빈, Toàn Tuệ Bân) trong phim "Nhân Túy Đại phi" (인수대비, Insoo Dae-bi), sản xuất năm 2011, trình chiếu trên JTBC.